# 7516 Kranjc
7516 Kranjc eller 1987 MC är en asteroid i huvudbältet som upptäcktes den 18 juni 1987 av San Vittore-observatoriet i Bologna. Den är uppkallad efter den italienska astronomen Aldo Kranjc.
Asteroiden har en diameter på ungefär 6 kilometer.